# Juan Polo Velasco
Juan Polo Velasco (Fernán Núñez, Córdoba, 9 de marzo de 1923-2 de noviembre de 2017), fue un escultor español. Se le considera como el último discípulo vivo de Mariano Benlliure. Miembro de la Real Academia de Ciencias, Bellas Letras y Nobles Artes de Córdoba

## Trayectoria
En 1940 se matricula en la Escuela de Artes y Oficios de Málaga. 
En 1946 es destinado a Madrid para terminar el servicio militar. Allí comienza a trabajar en el taller de D. Mariano Benlliure, con el que había contactado durante su etapa malagueña. Durante año y medio aprende y desarrolla su técnica amparado por el maestro valenciano.
En 1947 vuelve a Andalucía, concretamente a Sevilla, donde realiza estudios superiores en la Escuela de Bellas Artes de Santa Isabel de Hungría. Tras concluir su formación en 1956 se asienta definitivamente en Fernán Núñez, instalando un espacioso taller para ejercer su copiosa y polifacética labor de escultor e imaginero. Un taller que, convertido en museo en una de sus partes, es motivo de atracción de aficionados de distintos puntos de España y del extranjero.
Ha celebrado exposiciones individuales de sus esculturas y participado en innumerables colectivas y certámenes en los que ha obtenido numerosos galardones, entre ellos el Premio Nacional de Escultura Jacinto Higueras. En el año 2005 dona todo su patrimonio artístico a la localidad que le vio nacer.

## Obra
El concepto escultórico de Juan Polo enlaza con el de los grandes maestros impulsores de un nuevo clasicismo y con el de otros importantes escultores españoles como Benlliure, Inurria y Macho. Su producción escultórica se caracteriza por una total diversidad temática: figuras o grupos populares, escenas taurinas y del flamenco, desnudos y retratos, escultura religiosa y monumentos, entre los que destaca el monumento al rey Alfonso X el Sabio en el Alcázar de los Reyes Cristianos. 
La imaginería religiosa guarda un importante papel en la obra de Juan Polo. Entre sus obras podemos destacar el Crucificado de la promesa, que preside el retablo mayor de la Iglesia de Santa Marina y las imágenes de Jesús Orando en el Huerto y Jesús Resucitado, las cuales salen cada Semana Santa en procesión, portadas por sus respectivas cofradías.
También destacan las imágenes de Jesús de las Penas y el Cristo crucificado de la Ermita de La Caridad.
Esculturas emblemáticas como la de "El Sembrador" (vuelta a realizar en bronce), "El Segador", "El Porrón", "Las niñas" (escultura que representa a cuatro escolares de uniforme presidiendo la entrada principal del Instituto de Enseñanza Secundaria Francisco de los Ríos), bustos y bajorrelieves con motivos equinos, y otras más recientes como la estatua homenaje al Perro Moro, han decorado y decoran el casco urbano de Fernán Núñez.
A pesar de concentrar el grueso de su obra en esta localidad, su obra también ha traspasado fronteras.

## Reconocimientos
En 2005 recibe la Medalla de Oro de la Villa de Fernán Núñez y el nombramiento de Hijo Predilecto de la localidad.